# دیوید سوچی
دیوید سوچی (انگلیسی: Davide Succi؛ زادهٔ ۱۱ اکتبر ۱۹۸۱) بازیکن فوتبال اهل ایتالیا است.
از باشگاه‌هایی که در آن بازی کرده‌است می‌توان به باشگاه فوتبال آ.ث. میلان، باشگاه فوتبال کیه‌وو ورونا، باشگاه فوتبال بولونیا، باشگاه فوتبال پادوا، باشگاه فوتبال چزنا، باشگاه فوتبال کومو، باشگاه فوتبال پالرمو، و باشگاه فوتبال اسپال اشاره کرد.